# Vedrijan
Vedrijan este o localitate din comuna Brda, Slovenia, cu o populație de 196 de locuitori.